# Śliwiec mombin
Śliwiec mombin (Spondias mombin L.) – gatunek drzewa z rodziny nanerczowatych. Pochodzi z rejonu Karaibów. Naturalizowany w wielu tropikalnych obszarach świata. Rzadko w uprawie.

## Morfologia
PokrójDrzewo dorastające do 20 m wysokości. Kora korkowata.
LiścieZłożone, naprzemianległe. Zrzuca liście w czasie suszy.
KwiatyBiałe, pachnące, zebrane w wiechy.
OwocePodłużne jajowate pestkowce o długości ok. 4 cm w kolorze żółtym. Jadalne, kwaśne.

## Zastosowanie
- Owoce są jadalne.
- Liście są jadalne, spożywane w postaci sałatek.
- Korzenie, sok, wywar z kory stosowane w medycynie ludowej.

## Przypisy

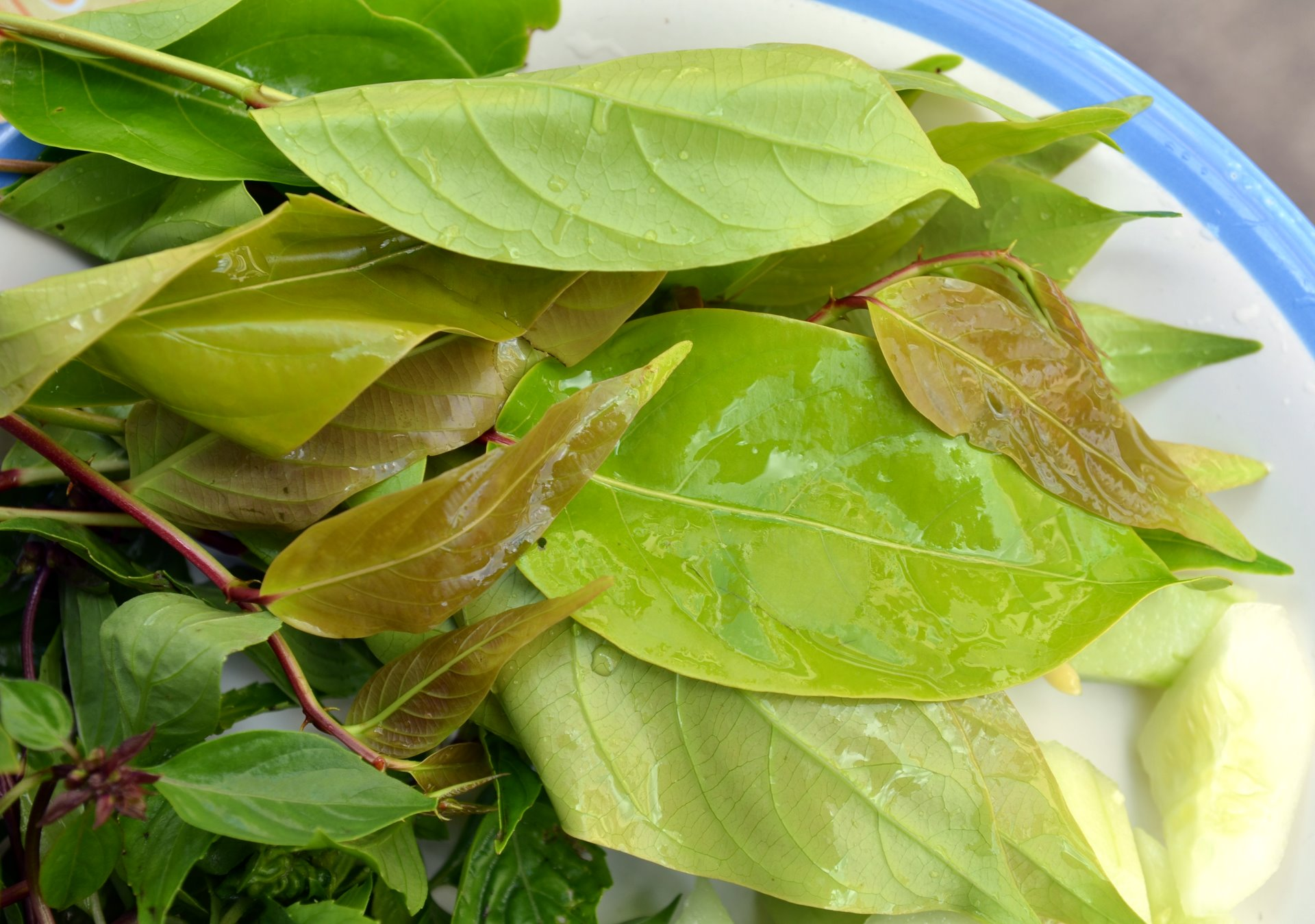
Bai makok, liście mombinu spożywane w Tajlandii